# Liste von Persönlichkeiten der Stadt Niederstetten
Diese Liste von Persönlichkeiten der Stadt Niederstetten zeigt die Bürgermeister, Ehrenbürger, Söhne und Töchter der Stadt Niederstetten und deren Stadtteilen (Niederstetten mit den Weilern Eichhof, Ermershausen und Sichertshausen, Haus und Schloss Haltenbergstetten, dem Gehöft Rehhof und den Häusern Dreischwingen und Neuweiler, Adolzhausen, Herrenzimmern mit dem Gehöft Untere Mühle, Oberstetten mit dem Weiler Weilerhof, dem Gehöft Höllhof und den Häusern Fuggersmühle, Reutalsmühle und Stegmühle, Pfitzingen, Rinderfeld mit den Weilern Dunzendorf und Streichental, Rüsselhausen, Vorbachzimmern, Wermutshausen mit dem Weiler Ebertsbronn, Wildentierbach mit den Weilern Hachtel, Heimberg und Wolkersfelden, den Höfen Höllhof und Schönhof und dem Wohnplatz Landturm), sowie weitere Persönlichkeiten, die mit Niederstetten verbunden sind. Die Liste erhebt keinen Anspruch auf Vollständigkeit.

## Bürgermeister
Folgende Personen waren Bürgermeister von Niederstetten:
- (?)–1876: Stadtschultheiß Wilhelm Kohler
- 1876–1887: Stadtschultheiß Müller
- 1887–(?): Stadtschultheiß Ebert[1]
- (?)–1937: Jakob Schroth[2]
- 1937–1945: Carl Weber
- 1945–1947: Johannes Huß
- 1948: Wollinger
- 1948–1970: Carl Weber[3]
- 1970–2002: Kurt Finkenberger
- 2002–2018: Rüdiger Zibold[4]
- Seit 2018: Heike Naber, ab dem 2. Mai 2018[5]

## Ehrenbürger
Folgenden Personen, die sich in besonderer Weise um das Wohl oder das Ansehen der Kommune verdient gemacht haben, verlieh die Stadt Niederstetten das Ehrenbürgerrecht:
- Wilhelm Bernheim (1874–1953), Fabrikant („Inhaber eines Spitzen-Geschäfts in St. Gallen“), Ehrenbürgerrecht 1933 aberkannt[6]
- Kurt Finkenberger (* 1940), ehemaliger Bürgermeister von Niederstetten
- Gottlob Haag (1926–2008), Hohenloher Mundartdichter
- Albert Sammt (1889–1982), Kommandant des Luftschiff Zeppelin II[7][8]
- Jakob Schroth (1886–1977), ehemaliger Bürgermeister von Niederstetten. Ehrenbürgerrecht zum 70. Geburtstag (1956)[9]
- Carl Weber, ehemaliger Bürgermeister von Niederstetten[10][11]

Am 24. März 1933 wurden vom Gemeinderat einmütig Adolf Hitler und Paul von Hindenburg zu Ehrenbürgern ernannt, im September 1933 wurde noch Reichsstatthalter Wilhelm Murr ernannt. Die Hauptstraße, die Bahnhofstraße und die Lange Gasse wurden nach ihnen umbenannt. Ihre Ehrenbürgerschaft ist wie bei den anderen Ehrenbürgern mit ihrem Tod erloschen.

## Söhne und Töchter der Stadt
Folgende Personen wurden in Niederstetten bzw. in einem Stadtteil des heutigen Stadtgebiets von Niederstetten geboren:

### 18. Jahrhundert
- 1752, 3. November, Johann Simon Habel, geboren in Hachtel, † 9. Juli 1826 in Berlin, Weinhändler
- 1770, 8. November, Friedrich Witt, † 3. Januar 1836, Kapellmeister und Komponist
- 1792, 17. Oktober, Peter Philipp Geier, geboren in Haltenbergstetten, † 2. Juli 1847, Ökonom und Hochschullehrer
- 1798, 13. August, Gottlieb Weissmann, † 22. Dezember 1859 in Stuttgart, Fossiliensammler und Apotheker

### 19. Jahrhundert
- 1837, 2. Juli, Karl zu Hohenlohe-Bartenstein, † 23. Mai 1877 in Niederstetten, Offizier, Standesherr des Königreichs Württemberg
- 1842, 22. November, Albert zu Hohenlohe-Jagstberg, † 15. September 1898 in Niederstetten, Standesherr des Königreichs Württemberg
- 1843, 28. Mai, Jakob Stern, † 1. April 1911 in Stuttgart, Rabbiner und Politiker (SPD), Schriftsteller
- 1855, 21. Februar, Christian Speyer, † 5. Oktober 1929 in Stuttgart, Maler, geboren in Vorbachzimmern
- 1864, 26. Oktober, Gebhard Mehring, † 10. Oktober 1931 in Stuttgart, württembergischer Landeshistoriker
- 1865, 9. Mai, Leonhard Bauer † 19. November 1964 in Shamlan, Missionslehrer am Syrischen Waisenhaus in Jerusalem und Pionier der arabischen Dialektologie
- 1873, 21. Februar, Walther Bacmeister, † 14. Juni 1966 in Stuttgart, Oberstaatsanwalt in Stuttgart und Ornithologe
- 1874, 20. August, Johann Klein, † 22. Mai 1956 in Bad Mergentheim, geboren in Vorbachzimmern, Landwirt und Abgeordneter
- 1885, 30. August, Gottlob Dill, † 30. Januar 1968 in Stuttgart, Jurist, württembergischer Ministerialbeamter und SS-Oberführer
- 1889, Albert Sammt, † 21. Juni 1982 in Niederstetten, Luftschiffer und Zeppelin-Kommandant, Ehrenbürger von Niederstetten

### 20. Jahrhundert
- 1926, Gottlob Haag, † 2008, Dichter (hohenlohische Mundart-Literatur), wurde in Wildentierbach geboren
- 1929, 13. September, Günther Busch, † 1995, Verlagslektor für die edition suhrkamp, wurde in Wermutshausen geboren
- 1946, 21. September Hartmut Schmidt, Bratscher und Komponist
- 1954, 6. Dezember Angela Keppler, Soziologin und Hochschullehrerin

## Sonstige mit Niederstetten in Verbindung stehende Personen

### 19.–20. Jahrhundert
- Hermann Umfrid (* 1892; † 1934 in Niederstetten), Pfarrer in Niederstetten, welcher Widerstand gegen den Nationalsozialismus leistete
- Franz Künstler (* 1900; † 2008), letzter Veteran der k.u.k. Armee, der im Ersten Weltkrieg kämpfte
- Gertrud Zelinsky (* 1937), Schriftstellerin
- Während der NS-Zeit ermordete Einwohner (1933–1945): Die während der Zeit des Nationalsozialismus von 1933 bis 1945 ermordeten Einwohner von Niederstetten werden im Artikel der jüdischen Gemeinde Niederstetten erwähnt.
- Günther Emig (* 1953), bis 2018 Direktor des Kleist-Archivs Sembdner in Heilbronn, seitdem Verleger (Günther Emigs Literatur-Betrieb)